# Personenschifffahrt Gebr. Kolb
Personenschifffahrt Gebr. Kolb is een Duitse binnenvaartrederij gevestigd in Briedern in de deelstaat Rijnland-Palts. Met 28 passagiersschepen en een veerdienst is rederij Kolb momenteel de belangrijkste passagiersonderneming aan de Moezel en een van de grootste aanbieders van excursiereizen in Duitsland.

## Geschiedenis

### Beginjaren (1910-1921)
Peter Kolb, zoon van een veerman uit Fankel aan de Moezel, trouwde in 1910 met Maria Boos. In 1921 richtte hij zijn eigen bedrijf op en kocht een kleine motorboot genaamd Maria, vernoemd naar zijn vrouw. Dit betekende het begin van wat later een van de grootste particuliere passagiersrederijen in Duitsland zou worden.

### Eerste uitbreidingen en opbouw van de lijndienst (1921-1934)
In 1924 breidde Kolb zijn activiteiten uit met een lijndienst tussen Cochem, Beilstein en Briedern. De groei zette door met de aankoop van de motorboot Fortuna in 1934, die werd ingezet voor zowel lijndiensten als speciale reizen. De populariteit van boottochten nam in deze periode toe, mede door de toenemende interesse in riviercruises langs de schilderachtige Moezel.

### Nieuwe schepen en oorlogsjaren (1934-1945)
De verdere uitbreiding volgde in 1937 met de aanschaf van een derde motorboot, Brunhilde, die werd ingezet voor speciale treinen van de Deutsche Reichsbahn. Tijdens de Tweede Wereldoorlog werden de schepen beschadigd door artillerievuur. Na de oorlog wist de familie Kolb de boten te herstellen en hervatten ze hun diensten. De infrastructuur was zwaar beschadigd, maar met doorzettingsvermogen werd het bedrijf opnieuw opgebouwd.

### Wederopbouw en doorstart (1945-1958)
Na de oorlog werkten Peter en zijn zoon Karl Michael Kolb aan de wederopbouw van hun vloot. Ondanks de economische moeilijkheden wisten ze geleidelijk de lijndiensten te hervatten en opnieuw toeristen te vervoeren over de Moezel. Het herstel verliep traag, maar het optimisme en de veerkracht van de familie Kolb speelden een grote rol in de heropleving van hun bedrijf.

### Uitdagingen en heropleving (1950-1958)
De jaren ‘50 waren een moeilijke periode vanwege de trage heropleving van het toerisme. De opnames van diverse films langs de Moezel zorgden echter voor een toenemende stroom van bezoekers, wat het bedrijf ten goede kwam. Kolb speelde hierop in door luxueuzere diensten en speciale filmcruises aan te bieden.

### De Moezelkanalisatie en nieuwe kansen (1958-1964)
Tussen 1958 en 1964 werd de Moezel gekanaliseerd, waardoor de scheepvaart verbeterde. Kolb speelde hierin een belangrijke rol als sleepdienst en breidde de vloot uit met de sleepboten MS Nikolaus en MS Bebbi. Dit luidde een periode van modernisering in. De nieuwe infrastructuur zorgde ervoor dat grotere schepen de Moezel konden bevaren, wat nieuwe mogelijkheden bood.

### Modernisering en uitbreiding van de vloot (1964-1996)
Met de voltooiing van de Moezeluitbreiding schakelde Kolb over op moderne passagiersschepen. In 1966 en 1967 werden Traben-Trarbach en Maria von Beilstein in gebruik genomen. Verdere uitbreidingen volgden met schepen als Moselland (1975) en Stadt Zell (1976). De vloot werd voorzien van moderne technologieën, waardoor Kolb zich kon onderscheiden in comfort en efficiëntie.

### Generatiewissel en verdere groei (1975-1986)
In 1979 droeg Karl Michael Kolb het bedrijf over aan zijn zonen, al bleef hij actief tot zijn overlijden in 1996. De vloot groeide met onder andere Zurlauben (1980), Sankt Michael (1980) en het vlaggenschip Wappen von Cochem (1986). Deze generatie focuste op verdere groei en internationale samenwerkingen.

### Nieuwe schepen en voortdurende expansie (1986-1996)
Jaarlijks kwamen er nieuwe schepen bij, waaronder Wappen von Bernkastel (1987), Luxemburg (1988, later Eurostrand Leiwen), Stadt Bonn (1989) en Mosella (1990). De passagiersaantallen bleven stijgen, wat leidde tot verdere investeringen in innovatie en scheepsdesign.

### Consolidatie en modernisering (1996-2004)
Na de dood van Karl Michael Kolb in 1996 namen zijn zonen het bedrijf verder onder hun hoede. In 1999 werd het Cochemse rondvaartbedrijf Rudolf Botsch GmbH overgenomen. De vloot werd verder gemoderniseerd met schepen zoals Rheinland (2004, later Treis-Karden). De digitalisering van reserveringssystemen en klantbeheer werd geïntroduceerd, waardoor Kolb efficiënter kon opereren.

### Fusies, aankopen en uitbreiding (2004-2021)
Tussen 2004 en 2013 bleef het bedrijf groeien met de toevoeging van schepen als Marienburg (2006) en Hanseatic (2008, later Nikolaus Cusanus). In 2013 werden Moselkönigin, Moselprinzessin en Berlin aangekocht. Door strategische samenwerkingen en fusies werd de positie van Kolb verder verstevigd.

### Hedendaagse ontwikkeling en mijlpalen (2013-2021)
In 2016 nam de rederij een bedrijf op de Nederrijn over en voegde Stadt Rees toe aan de vloot. Verdere uitbreidingen kwamen met Germania (2018) en de fusie met MST in Bernkastel in 2019, waardoor vijf extra schepen werden toegevoegd. Eind 2020 werd het evenementenschip RiverDream verworven. Innovatieve maatregelen zoals hybride motoren en energiezuinige ontwerpen werden geïntroduceerd.
In 2021 vierde Personenschifffahrt Gebr. Kolb oHG haar 100-jarig bestaan met een vloot van 28 passagiersschepen en de autoferry St. Josef in Beilstein. Hiermee is Kolb het grootste particuliere passagiersscheepvaartbedrijf in Duitsland.

## Vloot
De vloot bestaat uit 28 passagiersschepen en de verhuurde autoferry St. Josef in Beilstein.
| Naam                                                 | Bouwjaar | Lengte  | Passagiers | Indienstname | Opmerking                                  | Afbeelding |
| ---------------------------------------------------- | -------- | ------- | ---------- | ------------ | ------------------------------------------ | ---------- |
| Berlin                                               | 1959     | 35,30 m | 250        | 2013         |                                            |            |
| Bernkastel (ex-Kelheim)                              | 1979     | 40,50 m |            | 1979         | op foto: Kelheim (geen recente foto)       |            |
| Bernkastel-Kues                                      | 1977     | 46,0 m  |            | 1977         | rechtse schip                              |            |
| Europa                                               | 1987     | 45,95 m | 250        | 1987         |                                            |            |
| Eurostrand Leiwen (ex-Luxemburg)                     | 1955     | 32,52 m | 250        | 1988         |                                            |            |
| Germania                                             | 1978     | 64,00 m | 800        | 2018         |                                            |            |
| Gräfin Loretta                                       | 1929     | 41,80 m | 250        | 1993         |                                            |            |
| Kröver Reich                                         | 1978     | 35,0 m  |            | 1978         |                                            |            |
| Maria von Beilstein                                  | 1967     | 32,50 m | 250        | 1967         |                                            |            |
| Marienburg (ex-Heinz)                                | 1955     | 30,67 m | 125        | 2006         |                                            |            |
| Moselkönigin (ex-Stadt Vallendar)                    | 1980     | 37,04 m | 400        | 2013         |                                            |            |
| Moselprinzessin (ex-Rheinfels)                       | 1981     | 48,85 m | 400        | 2013         |                                            |            |
| Mosella (ex-Vater Rhein)                             | 1927     | 46,10 m | 250        | 1990         |                                            |            |
| Moselperle                                           | 1983     | 46,0 m  |            | 1983         |                                            |            |
| Nikolaus Cusanus (ex-Hanseatic)                      | 1971     | 60,25 m | 600        | 2008         |                                            |            |
| Riverdream                                           | 2002     | 68,25 m | 600        | 2002         | Evenementenschip                           |            |
| Romantica                                            | 1977     | 36,16 m | 250        | 1992         |                                            |            |
| St. Josef (autoveerboot)                             | 1949     | 22,40 m | 50         | 1980         |                                            |            |
| Stadt Bonn (ex-Stadt Mannheim)                       | 1969     | 47,92 m | 450        | 1989         |                                            |            |
| Stadt Rees (ex-Stadt Basel)                          | 1970     | 43,00 m | 250        | 2016         |                                            |            |
| Stadt Zell (ex-Filia Rheni)                          | 1930     | 45,10 m | 250        | 1976         |                                            |            |
| Theodor Heuss                                        | 1960     | 54,00 m | 500        | 1995         |                                            |            |
| Traben-Trarbach                                      | 1966     | 29,65 m | 250        | 1966         |                                            |            |
| Treis-Karden (ex-Rheinland)                          | 1970     | 50,85 m | 600        | 2004         |                                            |            |
| Undine I (ex-Kloster Machern)                        | 1973     | 31,50 m | 250        | 1998         |                                            |            |
| Undine II                                            | 1988     | 40,07 m | 300        | seit 1998    |                                            |            |
| Wappen von Bernkastel (ex-Drachenfels, ex-Vaterland) | 1960     | 33 m    | 250        | 1987         |                                            |            |
| Wappen von Cochem                                    | 1986     | 59,92 m | 500        | 1986         | Vlaggenschip                               |            |
| Wappen von Trier (ex-Stadt Beuel, ex-Stadt Kehl)     | 1964     | 29,50 m | 250        | 1991         |                                            |            |
| Ex-schepen (schepen die niet meer gebruikt worden)   |          |         |            |              |                                            |            |
| Brunhilde                                            |          |         |            | 1937         |                                            |            |
| Fortuna                                              |          |         |            | 1934         |                                            |            |
| Maria                                                |          |         |            | 1921         |                                            |            |
| Moselland (ex-Neckarperle)                           | 1957     | 26,10 m | 250        | 1975–2018    | Schip niet meer in gebruik sinds 2018.     |            |
| MS Bebbi                                             |          |         |            | 1958–1964    | Sleepboot niet meer in gebruik sinds 1964. |            |
| MS Nikolaus                                          |          |         |            | 1958–1964    | Sleepboot niet meer in gebruik sinds 1964. |            |

## Geplande services
De lijndiensten van de rederij zijn onderverdeeld in verschillende geografische gebieden:

### Omgeving Cochem
In het gebied Cochem worden de passagiersschepen Wappen von Cochem, Stadt Bonn, Stadt Zell, Moselprinzessin, Maria von Beilstein, Treis-Karden en Europa ingezet. Ze varen rondvaarten, sluistochten naar Beilstein, tochten naar Treis-Karden en dagtochten naar Zell.

### Omgeving Bernkastel
In het gebied rond Bernkastel varen de passagiersschepen Romantica, Moselkönigin, Nikolaus Cusanus, Mosella, Moselland, Berlin, Theodor Heuss, Gräfin Loretta, Marienburg, Eurostrand Leiwen, Bernkastel, Bernkastel-Kues, Moselperle en Kröver Reich. Ze verzorgen rondvaarten, sluis- en halve dagtochten en dagtochten naar Zell en Kröv.

### Omgeving Trier
De passagiersschepen Wappen von Trier, Undine en Undine II worden gebruikt in de omgeving van Trier. Ze verzorgen rondvaarten, reizen naar Saarburg, Wasserbillig en Neumagen-Dhron en dagtochten naar Bernkastel.

### Rijngebied
De passagiersschepen Stadt Rees en Germania worden gebruikt in de Rijnstreek. Ze verzorgen tochten op de Nederrijn vanuit Rees.
Daarnaast worden er speciale reizen aangeboden met de River Dream en de Wapppen von Cochem voor schoolklassen, bedrijven, verenigingen en bij speciale gelegenheden.

## Eigen scheepswerven
Het bedrijf heeft zijn eigen scheepswerf te Briedern (zonder droogzetinstallatie) waar de eigen schepen onderhouden en gerenoveerd worden: Schiffswerft Gebr. Kolb.
Daarnaast heeft het bedrijf ook schiffswerft Trier in hun bezit.